# Cours, Melos !

Cours, Melos ! (走れメロス, Hashire Merosu) est une nouvelle écrite par l'auteur japonais Osamu Dazai et publiée en 1940. C'est un classique étudié dans les écoles au Japon. L'intrigue, qui se déroule en Grèce antique, a pour thème principal l'amitié indéfectible d'un jeune paysan, Melos, pour son ami Sélinuntius.
Version française disponible en ligne dans la traduction de Myriam Dartois-Ako sous le titre de « Cours, Melos ! ». ()

## Résumé
L'intrigue se déroule en Grèce antique dans une région fictive. Melos est un jeune paysan naïf épris de justice. Sa région est gouvernée par un tyran, Dionys. Sanguinaire et paranoïaque, Dionys a fait tuer tous ceux qui pouvaient représenter un danger pour son pouvoir à cause de la misanthropie et de la solitude, y compris les membres de sa propre famille. Un jour, Melos entend un villageois décrire les crimes commis par Dionys. Fou de rage, il décide d'aller assassiner le tyran, se rend jusqu'à sa cité et s'introduit dans sa forteresse armé d'un couteau. Mais il est vite découvert et arrêté. Condamné à mort par Dionys, Melos supplie le tyran de lui accorder un délai de trois jours afin d'aller assister au mariage de sa sœur. Comme le tyran met en doute sa parole, un accord est trouvé : Dionys retient en otage Selinuntius, le meilleur ami de Melos, et c'est lui qu'il tuera si Melos ne revient pas avant le coucher du soleil du troisième jour.
Melos retourne dans son village et assiste au mariage de sa sœur, puis entame le trajet du retour. Mais sur la route, il doit affronter toutes sortes de péripéties, dont un pont qui s'effondre à cause d'une rivière en crue et un groupe de brigands qu'il doit combattre. À bout de forces, il est sur le point de renoncer, mais continue à courir pour tenir parole et sauver son ami.
Au coucher du soleil du troisième jour, Melos est de retour dans la cité, juste à temps pour sauver Selinuntius. Il s'excuse auprès de son ami, et Selinuntius s'excuse de son côté d'avoir douté de son retour. Ému par l'amitié indéfectible des deux jeunes gens, le roi décide de leur laisser la vie sauve.

## Conception
Au moment où il écrit Cours, Melos !, Osamu Dazai vit la période la plus stable de sa vie par ailleurs tourmentée : après une jeunesse marquée par son tempérament dépressif et une tentative de suicide, il s'est marié en 1939 et retrouve alors le désir de vivre, ce qui lui permet d'écrire de nombreux textes entre 1939 et 1945. Ces textes se distinguent en outre par leur optimisme comparés à ses œuvres antérieures ou postérieures.
Cours, Melos ! est une réécriture d'une ballade de Friedrich Schiller, L'Otage (Die Bürgschaft), publiée en 1799, qui mettait en scène l'amitié entre deux personnages nommés Moerus et Selinuntius. Schiller s'inspirait lui-même de la légende de Damon et Pythias relatée par plusieurs auteurs latins.

## Adaptations
La nouvelle a été adaptée à plusieurs reprises sur différents supports.

### Théâtre
La nouvelle a été adaptée au théâtre par le dramaturge japonais Shūji Terayama en 1972.
Elle a fait l'objet d'une récitation par l'acteur Tarō Yamamoto en 2006 sous le titre Terebi ehon Hashire Merosu.

### Télévision
Cours, Melos ! est adapté à la télévision à plusieurs reprises, en prises de vue réelles et en téléfilms d'animation.
La première adaptation, réalisée en prises de vue réelles, est Hashire Merosu, un drama (courte série télévisée) produit par la NHK en 1955.
Parmi les adaptations en téléfilms d'animation, la première est Akai tori no kokoro: Nihon meisaku douwa shirīzu Hashire Merosu, produite par TV Asahi en 1979. En 1981 est diffusée une deuxième adaptation animée, Hashire Melos, réalisée par Tomoharu Katsumata et diffusée sur Fuji TV. En 2009, plusieurs des récits et contes d'Osamu Dazai sont adaptés en moyens métrages d'animation dans une série intitulée « Aoi Bungaku » (ou « Youth Literature ») produite par les studios Madhouse. Dans ce cadre, Cours, Melos ! a été adapté par le réalisateur Ryosuke Nakamura en deux parties formant les épisodes 9 et 10 de cette série (le téléfilm a été diffusé en vidéo en France par Kazé sous le titre Melos).

### Cinéma
Cours, Melos ! est adapté en un long métrage d'animation sous le titre Hashire Melos ! réalisé par Masaaki Ōsumi en 1992.

## Postérité
Dans la ville natale d'Osamu Dazai, Kanagi, aujourd'hui Goshogawara (dans la préfecture d'Aomori), la compagnie ferroviaire Tsugaru Railway possède un train marchant au diesel nommé Hashire Merosu.
Une chanson du groupe de J-pop AKB48, « Melos no Michi » (« Le trajet de Melos »), fait de Melos et de son histoire un exemple encourageant à ne pas renoncer à la fraternité et à la solidarité envers les autres.